# Martinpuich
Martinpuich é uma comuna francesa na região administrativa de Altos da França, no departamento de Pas-de-Calais. Estende-se por uma área de 5,96 km². Em 2010 a comuna tinha 197 habitantes (densidade: 33,1 hab./km²).